# Stanisław Ruziewicz

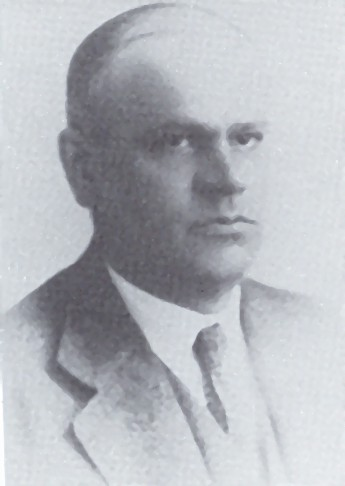
Stanisław Ruziewicz (ca. 1939)

Stanisław Ruziewicz (* 29. August 1889 in Podstaje; † 12. Juli 1941 in Lwów) war ein polnischer Mathematiker der Lemberger Mathematikerschule.
Ruziewicz studierte Mathematik bei Wacław Sierpiński in Lwów und wurde dort bei ihm 1913 promoviert. Er war Professor an der Universität Lemberg und Rektor der Lemberger Außenhandelsakademie.
Er wurde am 11. Juli 1941, kurz nach dem deutschen Einmarsch, von der Gestapo verhaftet und einen Tag später weiteres Opfer des Massakers an den Lemberger Professoren.